# 薩姆峰 (萊希塔爾阿爾卑斯山脈)
47°10′26″N 10°23′43″E / 47.17389°N 10.39528°E

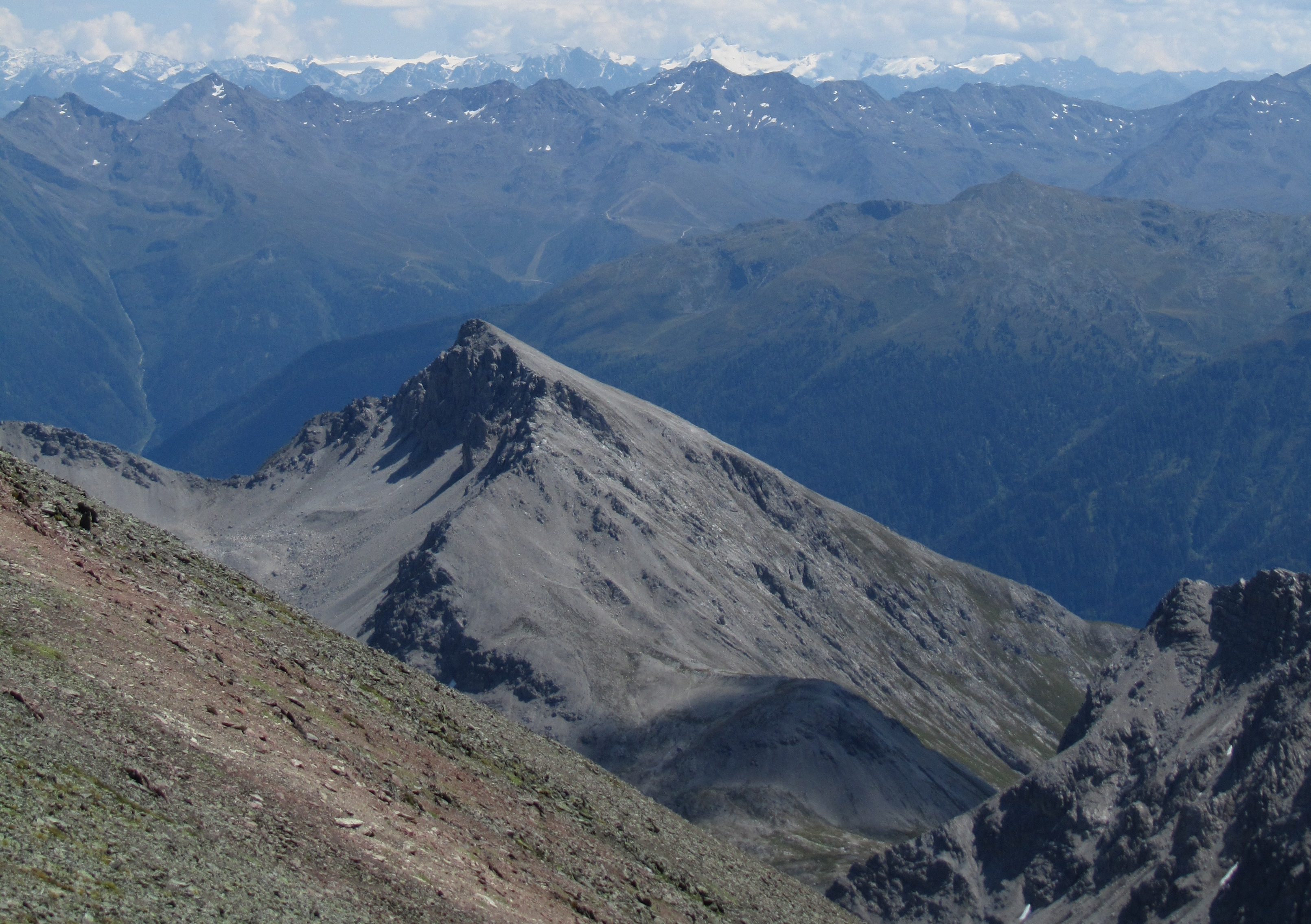

薩姆峰（德語：Samspitze），是奧地利的山峰，位於該國西部，由蒂羅爾州負責管轄，屬於萊希塔爾阿爾卑斯山脈的一部分，距離前塞峰1.7公里，海拔高度2,624米。